# Semjon Nadson

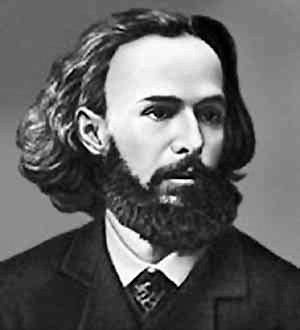
Semjon Nadson.

Semjon Jakovlevitsj Nadson (Russisch: Семён Яковлевич Надсон;) (Sint-Petersburg, 14 december 1862 – Jalta, 19 januari 1887) was een Russisch dichter. 

## Leven en werk
Nadson werd geboren als zoon van een orthodox Joodse ambtenaar en een moeder die van adel was. Hij leidde een leven vol tegenslag: zijn vader overleed toen hij twee jaar oud was en vervolgens leefde hij in grote armoede. Hij bezocht het gymnasium in Sint-Petersburg en volgde daarna (tegen wil en dank) een militaire opleiding. Al snel werd hij officier, maar op zijn tweeëntwintigste werd hij afgekeurd vanwege tuberculose.
Nadson had veel succes met zijn pessimistische, vaak morbide gedichten, waarin hij zijn eigen tragische lot bezingt: het verlies van zijn geliefde, de strijd voor een betere wereld, ziekte en dood. Het effect van zijn gedichten werd verhoogd door de conventionele, hoogdravende, aan Nekrasov herinnerende bewoordingen. 
Net als zijn tijdgenoten Garsjin en Oespenski kwam Nadson tragisch en vroegtijdig aan zijn einde, ziek, leidend aan een geestesziekte, in 1887, op vierentwintigjarige leeftijd.

## Gedicht
Spreek liever niet van ‘jong gestorven’.

Al stort het offeraltaar in, het vuur blijft gloeien,

Van een vernielde harp resteert een triest akkoord,

En zelfs een roos gaat na het snoeien door met bloeien!...
(vertaling Peter Zeeman)

## Trivia
- Nadsons poëem Pora (Het is tijd), werd op muziek gezet door Sergej Rachmaninov (Op.14, No. 12).
- Nadson geldt als de eerste Joodse schrijver in de Russische literatuur.